# Rue Jean-Dolent
La rue Jean-Dolent est une voie située dans le quartier du Montparnasse du 14e arrondissement de Paris, en France.

## Situation et accès
La rue Jean-Dolent est une voie d'un peu plus de 300 mètres de longueur et d'un douzaine de mètres de largeur qui relie la rue de la Santé à la rue du Faubourg-Saint-Jacques dans le 14e arrondissement de Paris. Orientée est-ouest, cette rue en pente longe la façade méridionale de la prison de la Santé. Dans sa majorité, le bâti date du XXe siècle.
La rue Jean-Dolent est accessible par la ligne 6 à la station Saint-Jacques.

## Origine du nom
Elle porte le nom de l'écrivain et critique d’art, Charles Antoine Fournier, dit Jean Dolent (1835-1909).
Selon Paul Léautaud (journal littéraire au 30 avril 1925), la rue Jean-Dolent a été ainsi renommée à l'instigation de l'écrivaine Aurel : « Je ne sais comment cette sotte et remuante Aurel a obtenu qu’on débaptise la rue Humboldt pour lui donner le nom de Jean Dolent. »

## Historique
Cette voie est indiquée à l'état de chemin sous le nom de « chemin et voie Creusée  » sur le Plan de Delagrive levé vers 1728 et publié en 1733 et comme un
chemin sans dénomination sur le plan de Jaillot.
Elle prend ensuite, en 1734, le nom de « chemin Biron », à cause des terrains possédés par Gontaut-Biron, puis de « rue Biron », sous lequel elle est annexée par Paris. Renommée « rue Alexandre-de-Humboldt », puis « rue Humboldt »,  elle prend sa dénomination actuelle par arrêté du 18 juin 1925.

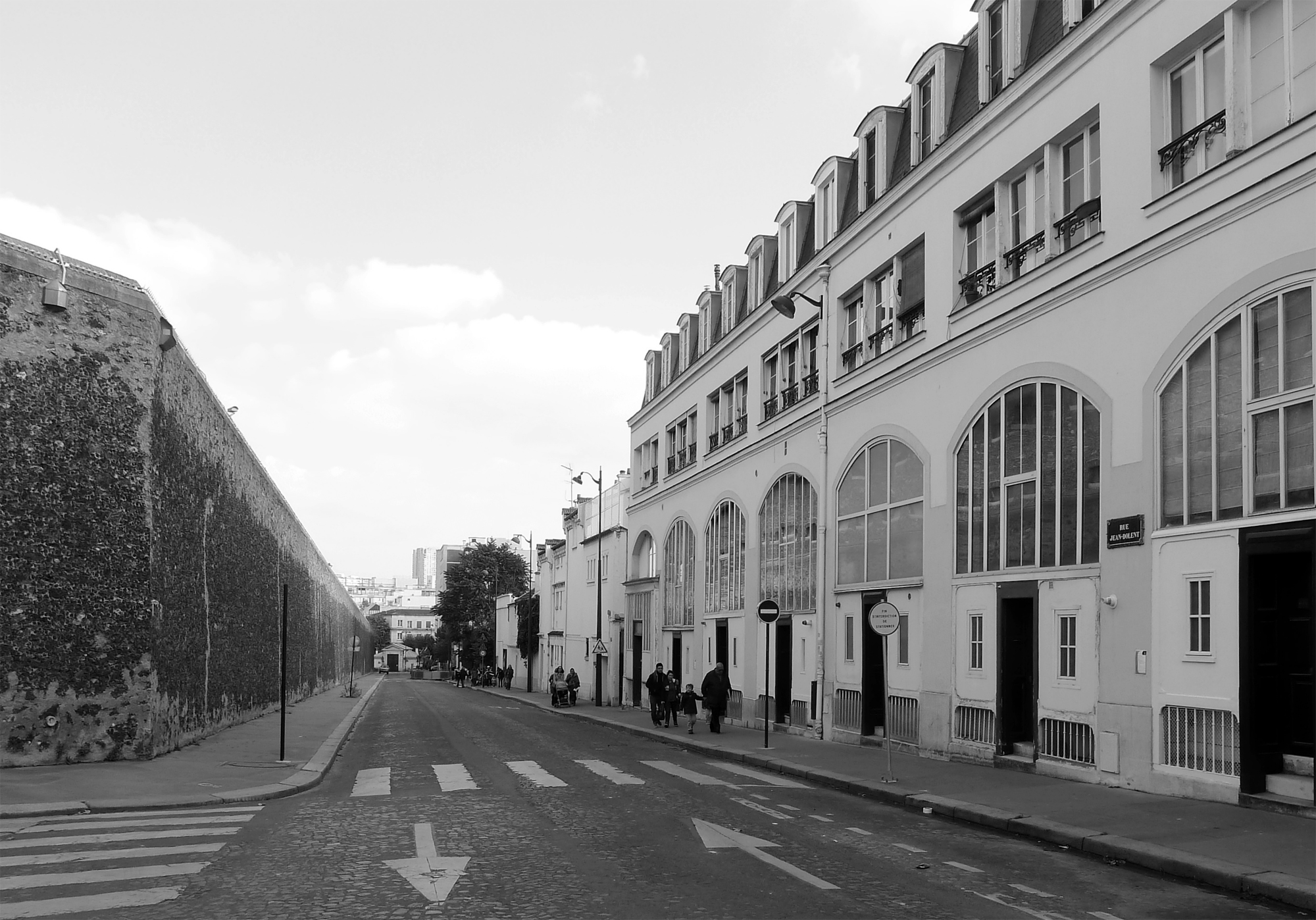
La rue en 2015 au niveau de la rue Messier ; la prison de la Santé se trouve sur la gauche.

## Bâtiments remarquables et lieux de mémoire
- La rue longe l'arrière de la prison de la Santé.
- Au no 23 se trouvait l'« hôtel particulier de campagne » du maréchal d'Empire André Masséna. L'écrivain Blaise Cendrars y vécut, avec sa seconde épouse Raymone, de 1950 à 1959[3].
- Au no 23 ter : allée Verhaeren, voie privée.
- Au no 27 se trouvait le siège de la Ligue des droits de l'homme, d'où fut lancé l'appel du Front populaire.